# Bữa ăn chính

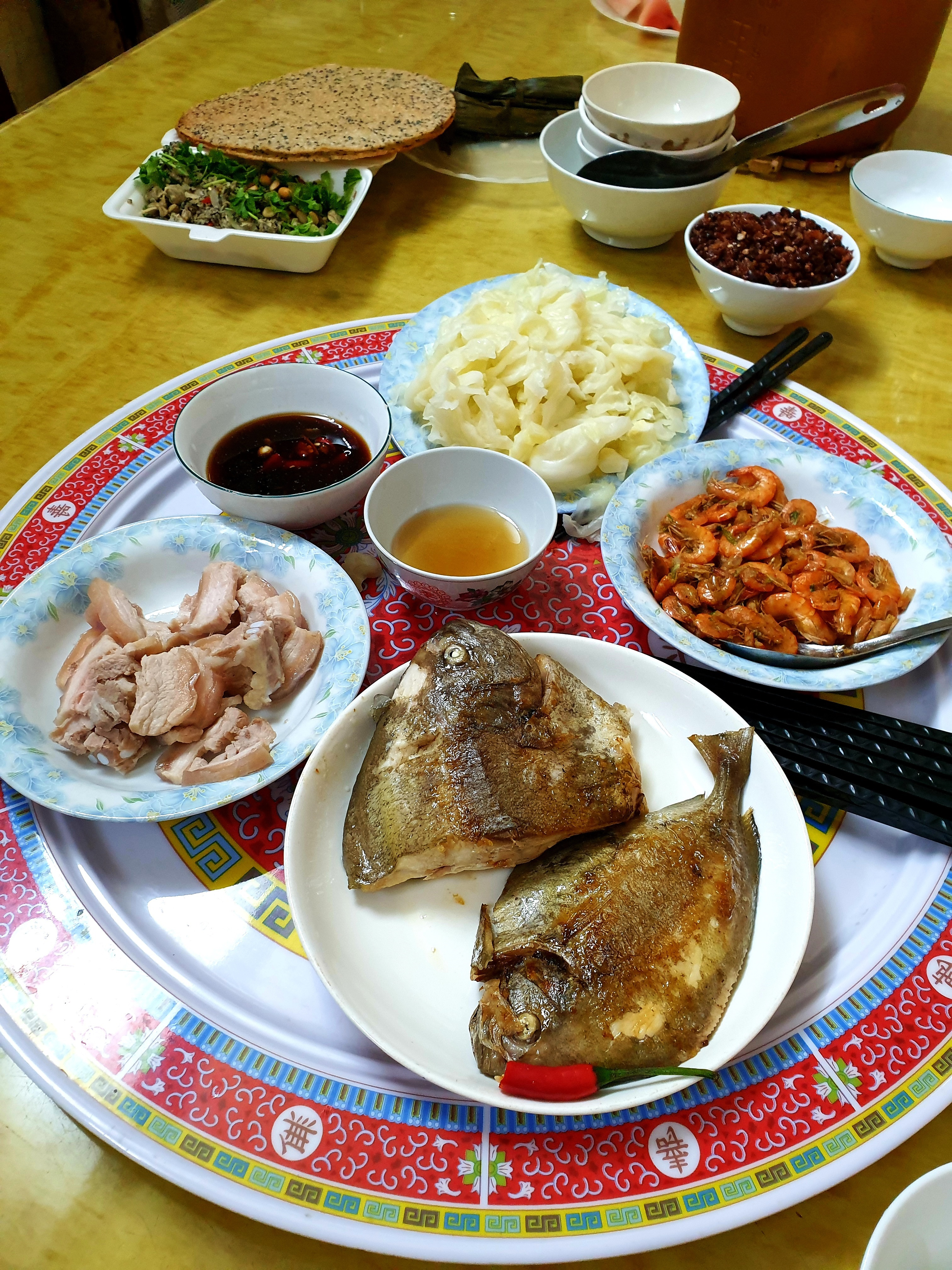
Một bữa cơm gia đình ở Việt Nam lúc buổi chiều muộn, cùng với buổi ăn trưa thì đây là bữa ăn chính trong ngày

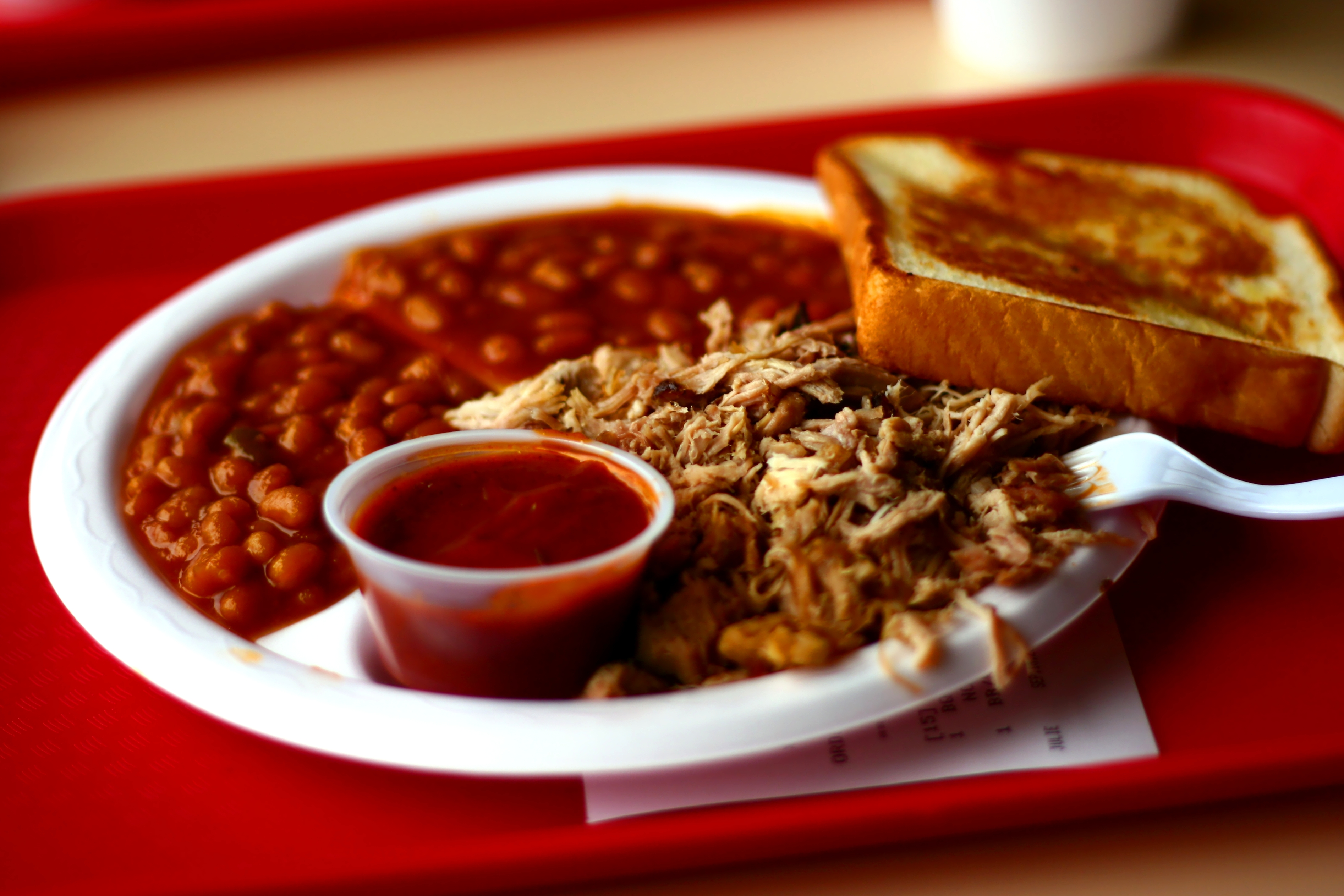
Một phần ăn ở Arkansas

Bữa ăn chính (Dinner) là bữa ăn thịnh soạn nhất và trang trọng nhất diễn ra trong ngày theo quan niệm nhiều nền văn hóa phương Tây. Trong lịch sử, bữa ăn thịnh soạn nhất thường được ăn vào khoảng giữa trưa và được gọi là bữa ăn tối (Dinner). Đặc biệt là trong giới thượng lưu, phong cách ăn uống dần dần di cư đến những vũng đất mới cuối thế kỷ 16 đến thế kỷ 19. Trong tiếng Anh thì từ Dinner có nhiều nghĩa khác nhau tùy thuộc vào nền văn hóa, và có thể có nghĩa là một bữa ăn với khối lượng thức ăn bất kỳ được ăn vào bất kỳ thời điểm nào trong ngày. Đặc biệt, đôi khi thuật ngữ bữa ăn chính vẫn được dùng trong bữa ăn trưa hoặc đầu giờ chiều trong những dịp đặc biệt, chẳng hạn như bữa tối Giáng sinh. Ở vùng khí hậu nóng, bữa ăn chính có nhiều khả năng được ăn vào buổi tối, sau khi nhiệt độ giảm xuống tạo cảm giác dễ chịu khoan khoái. 

## Trên thế giới
Ở Châu Âu, người ta bắt đầu ăn tối muộn hơn trong ngày trong những năm 1700, do sự phát triển trong thực tiễn công việc, điều kiện ánh sáng, tình trạng tài chính và thay đổi văn hóa. Trong nhiều cách sử dụng hiện đại, thuật ngữ bữa ăn chính dùng để chỉ bữa tối, hiện nay thường là bữa ăn thịnh soạn nhất trong ngày ở hầu hết các nền văn hóa phương Tây. Khi ý nghĩa này được sử dụng, các bữa ăn trước đó thường được gọi là bữa ăn sáng, bữa ăn trưa và có lẽ là tiệc trà. 
Thời gian ăn tối ở Hoa Kỳ muộn nhất lúc 6:19 chiều, theo phân tích khảo sát sử dụng thời gian của người Mỹ, với hầu hết các hộ gia đình ăn chính trong khoảng thời gian từ 5:07 chiều và 8:19 tối Theo dữ liệu từ năm 2018 đến năm 2022, người dân các bang ăn sớm nhất là Pennsylvania (cao điểm 5:37 chiều) và Maine (cao điểm 5:40 chiều), trong khi người dân các bang ăn muộn nhất là Texas và Mississippi (cả 7: 02 giờ chiều cao điểm) và Washington, D.C., ăn lúc 7:10 tối lúc cao điểm. Một cuộc khảo sát của Jacob's Creek, một nhà sản xuất rượu của Úc, cho thấy thời gian dùng bữa tối trung bình ở Vương quốc Anh là 7:47 tối.